# Делейни, Джим
Фрэнсис Джеймс «Джим» Делейни (англ. Francis James "Jim" Delaney; 1 марта 1921, Бьютт, штат Монтана, США — 2 апреля 2012, Санта-Роза, штат Калифорния, США) — американский легкоатлет, серебряный призёр Олимпиады в Лондоне (1948) в толкании ядра.
Окончил Университет Нотр-Дам, выступал за олимпийский клуб Сан-Франциско. Во время Второй мировой войны служил в качестве морского офицера на Тихоокеанском флоте. На летних Играх в Лондоне (1948) он трижды улучшал олимпийский рекорд, но уступил своему соотечественнику Уилбуру Томпсону, завоевав в итоге серебряную медаль. На чемпионате Ассоциации американских университетов в 1943 году был третьим, в 1946 году — вторым, а в 1947 и 1948 годах — чемпионом.
По окончании спортивной карьеры до выхода на пенсию в 1987 году работал в компании Steelcase, Inc, в том числе вице-президентом и генеральным менеджером подразделения West Coast.